# 叶米利奇内

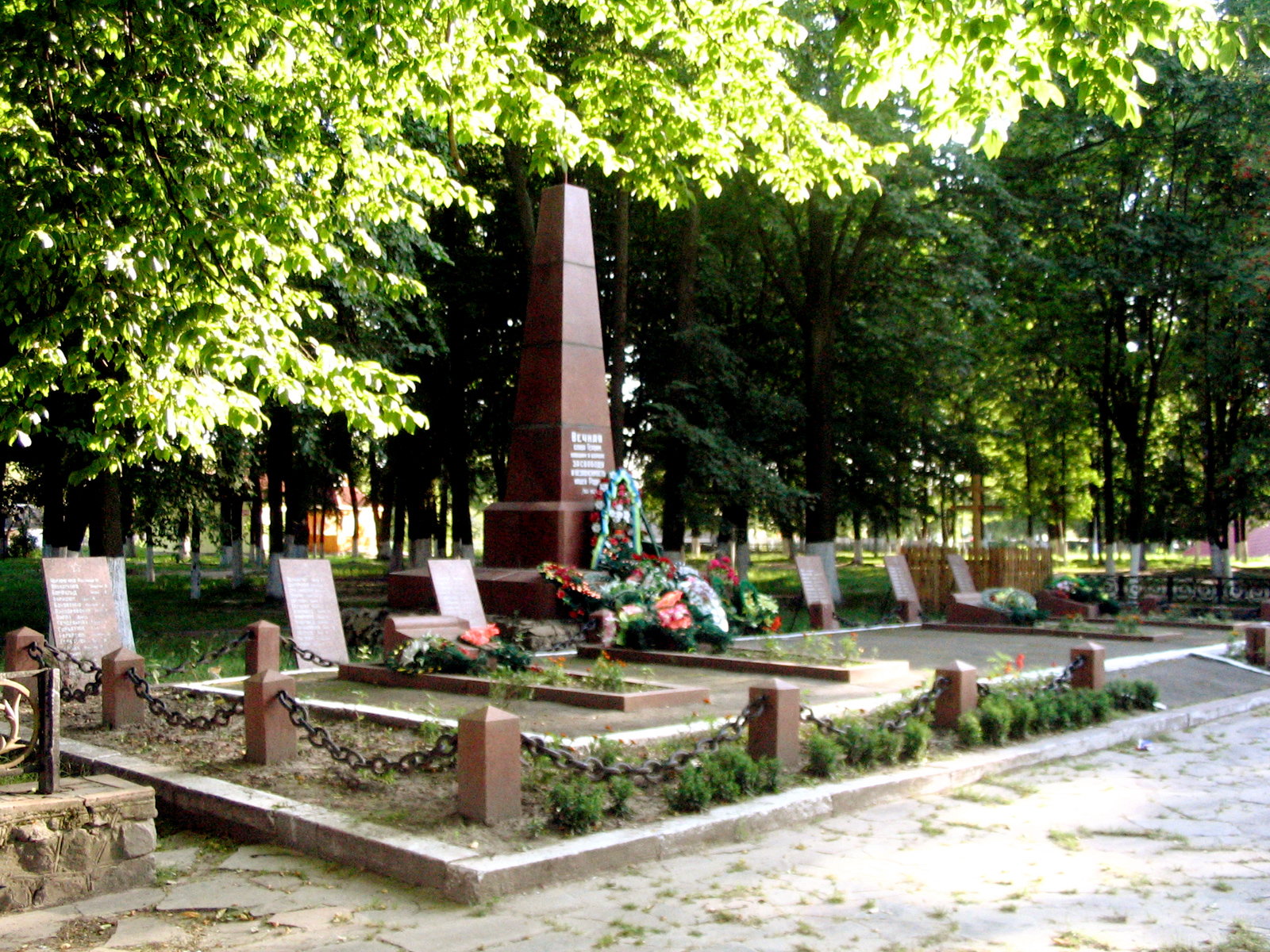

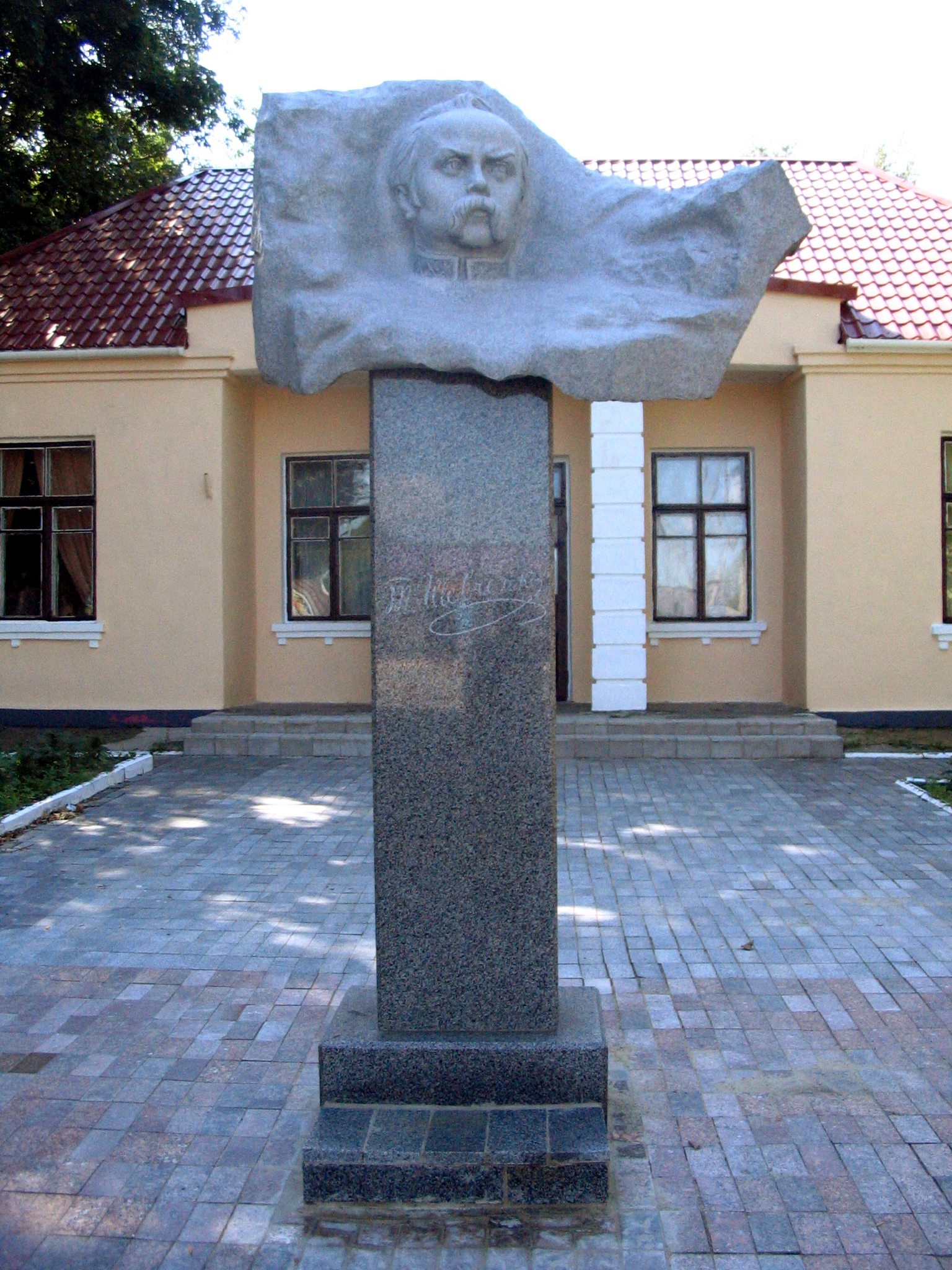

葉米利奇內（羅馬化：Yemilchyne）是烏克蘭北部日托米爾州茲維亞赫爾區叶米利奇内市镇里的鎮及其行政中心。始建於1585年，面積8平方公里，海拔高度206米，2022年人口数量为6,162人，人口密度每平方公里855.25人。